# 黄穗茅
黄穗茅（学名：Imperata flavida），为禾本科白茅属下的一个植物种。